# Margit Levinson
Margit Ragnhild Levinson, född Fredriksson 18 september 1898 i Falköping, död 2 oktober 1963 i Stockholm, var en svensk Rädda Barnen-ordförande.
Margit Levinson var dotter till linjedirektören Fritiof Reinhold Fredriksson. Hon växte huvudsakligen upp i Göteborg men hade även livlig kontakt med moderns släkt i Skåne. Hennes mor var syster till Ester, Carl och Albert Sahlin. Hon var en skicklig simmare och var en tid aktuell för uttagning till det svenska landslaget. 1920 gifte hon sig med Karl Levinson. 1939 blev hon ordförande i svenska Rädda Barnen. Hon var även ordförande i Stockholms stads och läns hemslöjdsförening 1940–1952 och därefter hedersledamot i föreningen. Margit Levinson var även ledamot av Svenska kommittén för internationell hjälpverksamhet från 1944, ordförande i Svenska Europahjälpen 1946–1949, vice ordförande i Internationella barnskyddsunionen från 1946 och hedersordförande från 1962. Hon var även ledamot av styrelsen för Nämnden för internationellt bistånd (NIB) 1959–1961.
Margit Levinson tilldelades 1947 Illis quorum i 8:e storleken och 1962 i 12:e storleken. 1959 blev hon medicine hedersdoktor vid Lunds universitet.